# Ernst-Abbe-Platz
Der Ernst-Abbe-Platz ist ein Platz in Jena und befindet sich auf dem Gelände des ehemaligen Hauptwerks des Unternehmens Carl Zeiss. Namensgeber war der deutsche Physiker, Statistiker, Optiker, Industrieller und Sozialreformer Ernst Abbe.
Der Platz markiert einen städtebaulichen Neuanfang nach dem Niedergang des industriellen Sektors in Folge der politischen Wende auf dem Gebiet der DDR. Als Ergebnis der Entwicklung der Friedrich-Schiller-Universität zu einer Stadtuniversität umrahmen heute vor allem Universitätsgebäude den weitgehend straßenverkehrsfreien Platz. Als Campus Ernst-Abbe-Platz vereint er auf engem Raum neben Geschäftsstellen des Einzelhandels den Abbe-Hörsaal (Audimax) und eine Mensa des Studentenwerks. Des Weiteren liegt die Konzernzentrale der Jenoptik AG am Ernst-Abbe-Platz, führt jedoch die Postanschrift Carl-Zeiss-Straße 1.

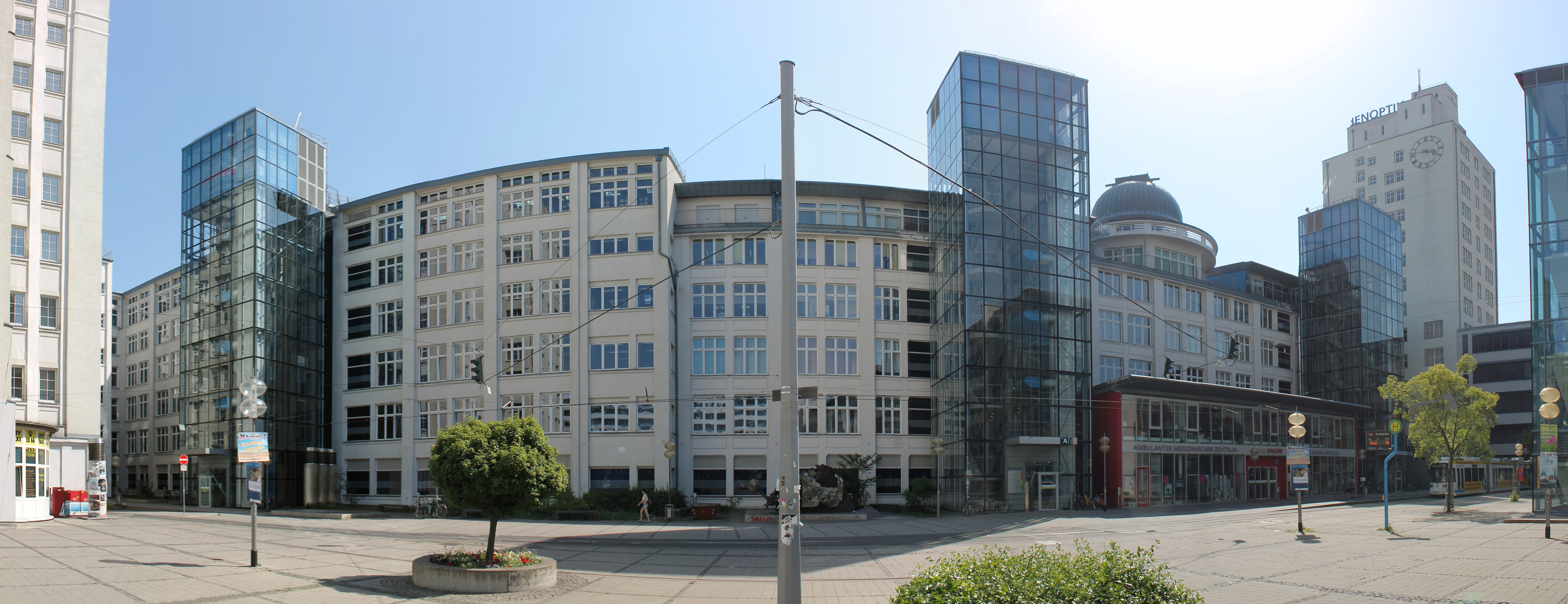
Die denkmalgeschützten Zeiss-Bauten 10, 13 und 36, gesehen vom Ernst-Abbe-Platz

Viele der Gebäude am Platz genießen Denkmalschutz, darunter Bau 15, Bau 36, Bau 59. Die Straßenbahn Jena fährt die Haltestelle Ernst-Abbe-Platz tagsüber mit der Linie 5 an. Neben der Haltestelle befindet sich ein Eingang zum Einkaufszentrum Goethe Galerie.
Im Jahr 1995 installierte der Objektkünstler Frank Stella auf Anregung von Lothar Späth diverse Metallplastiken auf dem Platz.
Die Ernst-Abbe-Hochschule Jena, das Ernst-Abbe-Denkmal, das Abbeanum, das Ernst-Abbe-Gymnasium Jena und die städtische Ernst-Abbe-Bücherei befinden sich allesamt nicht am Ernst-Abbe-Platz.